# Nikolaus Federmann
Nikolaus Federmann (1506 – 1542) was een Duitse avonturier en conquistador. 
Hij werd geboren in Ulm in 1506. In 1530 kwam hij aan in Venezuela waar hij door de Welsers tot stadhouder werd benoemd. Hij ontdekte de omgeving van de Orinoco en zocht vergeefs naar een doorgang naar de Grote Oceaan. In 1535 ging hij met een expeditie naar het binnenland om El Dorado te zoeken. Hij beklom de Andes en bereikte het gebied van de Muisca. Daar ontmoette hij Gonzalo Jiménez de Quesada en Sebastián de Belalcázar. Gezamenlijk stichtten ze Bogota (1539). Nadat hij terugkeerde werd hij door de Welsers als deserteur en door de inquisitie als Lutheraan beschouwd. Hij overleed in 1542 in Valladolid.